# マッキントッシュ郡 (ノースダコタ州)
マッキントッシュ郡（英: McIntosh County）は、アメリカ合衆国ノースダコタ州の中央部に位置する郡である。2010年国勢調査での人口は2,809人であり、2000年の3,390人から17.1％減少した。郡庁所在地はアシュレー市（人口749人）であり、同郡で人口最大の自治体はウィシェク市（人口1,002人）である。

## 歴史
マッキントッシュ郡は1883年にローガン郡の南半分を分離してダコタ準州議会が創設し、郡名は当時の準州議会議員だったエドワード・H・マッキントッシュに因んで名付けられた。郡庁所在地は初めホスキンスだったが、1883年にその学校以外の全てのものを、3マイル (5 km ) 東の新設されたスー・ライン鉄道の通るアシュレーの町に移された 。

## 地理
アメリカ合衆国国勢調査局に拠れば、郡域全面積は995平方マイル (2,577 km2)であり、このうち陸地は975平方マイル (2,525 km2)、水域は20平方マイル (52 km2)で水域率は1.99％である。

### 主要高規格道路
- ノースダコタ州道3号線
- ノースダコタ州道11号線
- ノースダコタ州道13号線

### 隣接する郡
- ローガン郡 - 北
- ラムーア郡 - 北東
- ディッキー郡 - 東
- マクファーソン郡 (サウスダコタ州) - 南
- キャンベル郡 (サウスダコタ州) - 南西
- エモンズ郡 - 西

## 人口動態
以下は2000年の国勢調査による人口統計データである。
| 基礎データ - 人口: 3,390人 - 世帯数: 1,467 世帯 - 家族数: 975 家族 - 人口密度: 1人/km2（4人/mi2） - 住居数: 1,853軒 - 住居密度: 1軒/km2（2軒/mi2） 人種別人口構成 - 白人: 98.88% - ネイティブ・アメリカン: 0.15% - アジア人: 0.29% - 太平洋諸島系: 0.03% - その他の人種: 0.09% - 混血: 0.56% - ヒスパニック・ラテン系: 0.83% 先祖による構成 - ドイツ系：82.2％ - アメリカ人：5.0％ 年齢別人口構成 - 18歳未満: 19.4% - 18-24歳: 4.6% - 25-44歳: 19.4% - 45-64歳: 22.4% - 65歳以上: 34.2% - 年齢の中央値:51歳 - 性比（女性100人あたり男性の人口） - 総人口: 91.5 - 18歳以上: 91.7 | 世帯と家族（対世帯数） - 18歳未満の子供がいる: 22.3% - 結婚・同居している夫婦: 60.3% - 未婚・離婚・死別女性が世帯主: 3.5% - 非家族世帯: 33.5% - 単身世帯: 32.0% - 65歳以上の老人1人暮らし: 19.9% - 平均構成人数 - 世帯: 2.19人 - 家族: 2.75人 収入と家計 - 収入の中央値 - 世帯: 26,389米ドル - 家族: 31,771米ドル - 性別 - 男性: 22,153米ドル - 女性: 16,743米ドル - 人口1人あたり収入: 15,018米ドル - 貧困線以下 - 対人口: 15.4% - 対家族数: 10.6% - 18歳未満: 14.5% - 65歳以上: 18.9% |

## 政治
マッキントッシュ郡は昔から共和党支持の郡である。民主党候補者が最後に郡を制したのは1936年のフランクリン・ルーズベルトだった。1920年、1940年、1944年および1952年の選挙では、共和党の大統領候補者が総投票数の90％以上を得票したとされている。近年は幾らか民主党に移ってきたが、2008年でもジョン・マケインがおよそ58％を獲得した。
アメリカ合衆国下院議員も共和党のリック・バーグを送り出している。州議会では第28選挙区に入っており、上院は共和党のロバート・S・アーベル、下院にはやはり共和党のマイク・ブランデンバーグとウィリアム・E・クレトシュマーを選んでいる。

## 都市と町

### 都市
- アシュレー - 郡庁所在地
- ベンチュリア
- ウィシェク
- ジーランド

注: ノースダコタ州の法人化された自治体は、その大きさに拠らず全て「市」になる

### 郡区
- ロロフ